# Historia de la peste

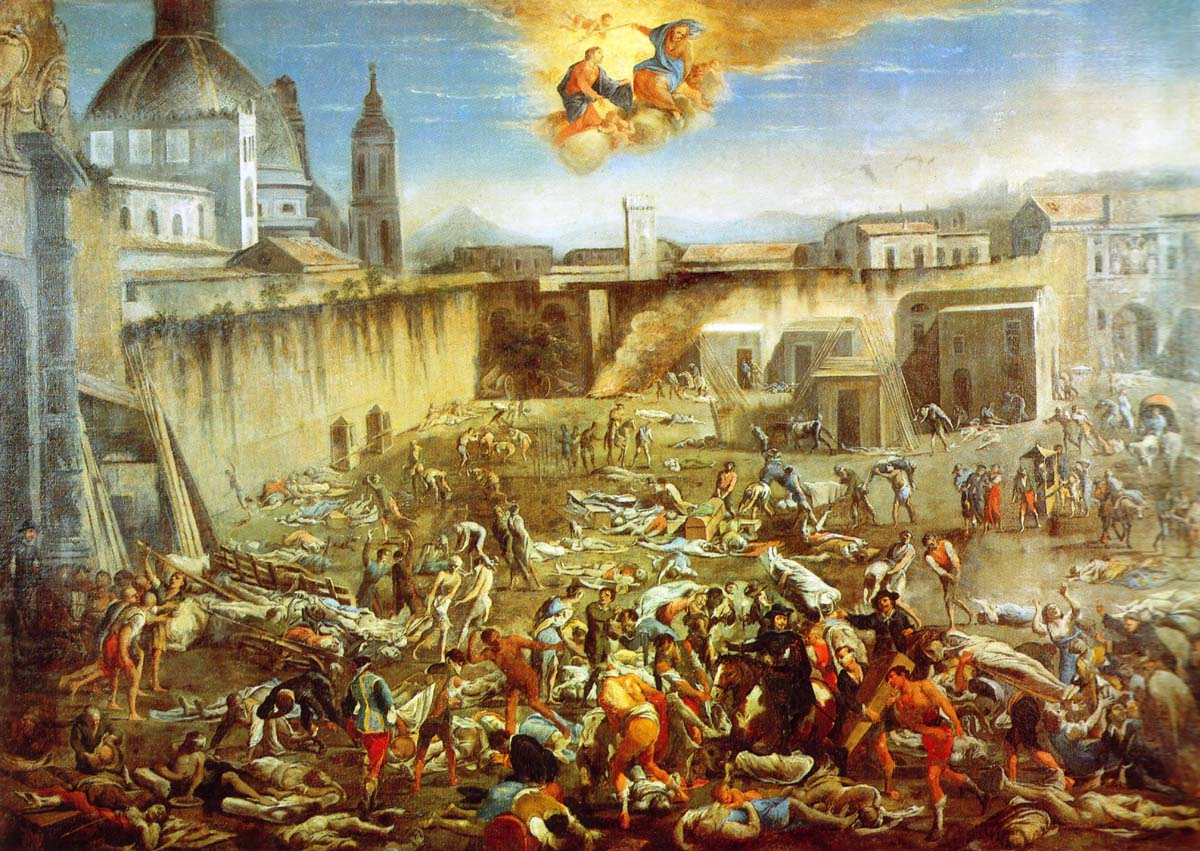
La Piazza Mercatello en Nápoles durante la plaga de 1656, pintura de Domenico Gargiulo

La historia de la peste incluye principalmente las causas y consecuencias de las epidemias históricas de peste. Las grandes epidemias de peste se extendieron desde la Edad del Bronce hasta finales del siglo XIX y son un tema central de la historia médica . La investigación en epidemiología permitió a la medicina (en el sentido más estricto de medicina interna y la especialidad de infectología) lograr grandes avances en el tratamiento. Las epidemias a menudo han cambiado el panorama político.
- Datos: Q1516910